# Chippenham Town F.C.
Chippenham Town là một câu lạc bộ bóng đá Anh tọa lạc ở Chippenham, Wiltshire, thi đấu ở Southern League Premier Division, nằm ở cấp độ 7 của hệ thống các giải bóng đá Anh. Họ có biệt danh là "The Bluebirds", thi đấu trên sân nhà Hardenhuish Park. Đội bóng được xem là CLB lâu đời nhất của vùng Tây Nam nước Anh. Trang phục sân nhà của họ bao gồm áo xanh dương, quần xanh dương và tất xanh dương.

## Lịch sử
Chippenham Town Football Club thành lập năm 1873 và gia nhập Western Football League năm 1904. Sau mùa giải đầu tiên không thành công, CLB rời đi và chơi ở Wiltshire League, vô địch ở mùa giải 1907-08 và 1908-09. CLB giành danh hiệu vô địch và Wiltshire Senior Cup 3 lần trong những năm 1920, và cú ăn tư danh hiệu Wiltshire ở mùa giải 1928-29. Tiếp sau thành công ở Wiltshire League, CLB gia nhập lại Western League mùa giải 1930-31. CLB lên chuyên nghiệp trong mùa giải 1948-49 sau khi được tiếp quản bởi doanh nhân địa phương, George Flower. Sau đó CLB vô địch Western League mùa giải 1951-52 và lần đầu tiên vào đến vòng 1 FA Cup, bị đánh bại bởi Leyton. Họ là á quân của Western League mùa giải 1954-55. Tuy nhiên, chỉ sau đó một thời gian ngắn, trong những năm 1960, CLB bỏ giải để gia nhập lại Wiltshire League, và trải qua 5 mùa giải ở Hellenic Football League. Sau khi trở lại Western League mùa giải 1976-77, Chippenham vô địch Western League Division One mùa giải 1980-81 và được thăng hạng Premier Division. Chippenham là á quân của FA Vase ở mùa giải 1999-2000 và trong mùa giải 2000-01, CLB đứng thứ 2 ở Premier Division, thăng hạng Southern Football League Division One West, tiếp tục đứng thứ 2 ở mùa giải 2001-02, lên hạng Southern League Premier Division. Tuy đội bóng kết thúc mùa giải 2004-05 ở vị trí thứ 2, nhưng họ không thể thăng hạng khi thua playoff. Mùa giải tiếp theo họ cũng bị loại ở playoff, tuy nhiên đội bóng đã vào được vòng 1 của Cúp FA 2005-06, trước khi bị đánh bại trong trận đấu lại với Worcester City. Chippenham vẫn thất bại ở playoff trong mùa giải 2007-08 và 2009-10.
Năm 2012 CLB thành lập thêm đội thứ 2 để giúp cải thiện bóng đá trong thị trấn với mục đích đưa đội hình chính lên đá ở các cấp độ cao hơn. Đội bóng đó có tên Chippenham Park F.C..

## Mùa giải
Đây là 5 mùa giải gần nhất của Chippenham Town
| Năm     | Giải đấu                                  | Cấp độ | Trận | Thắng | Hòa | Thua | GF | GA | GD  | Điểm | Vị trí                      | Cầu thủ ghi bàn nhiều nhất | Cầu thủ ghi bàn nhiều nhất | FA Cup | FA Cup | FA Trophy | FA Trophy | Số khán giả trung bình đến xem |
| Năm     | Giải đấu                                  | Cấp độ | Trận | Thắng | Hòa | Thua | GF | GA | GD  | Điểm | Vị trí                      | Tên                        | Số bàn thắng               | Res    | Rec    | Res       | Rec       | Số khán giả trung bình đến xem |
| ------- | ----------------------------------------- | ------ | ---- | ----- | --- | ---- | -- | -- | --- | ---- | --------------------------- | -------------------------- | -------------------------- | ------ | ------ | --------- | --------- | ------------------------------ |
| 2009-10 | Southern Football League Premier Division | 7      | 42   | 21    | 11  | 10   | 67 | 43 | +24 | 74   | 3/22 Thua chung kết playoff | Lewis Powell               | 23                         | QR4    | 3-1-1  | R2        | 4-1-1     | 411                            |
| 2010-11 | Southern Football League Premier Division | 7      | 40   | 18    | 14  | 8    | 54 | 41 | +13 | 68   | 7/21                        | Lewis Powell               | 14                         | QR2    | 1-0-1  | QR2       | 1-2-1     | 411                            |
| 2011-12 | Southern Football League Premier Division | 7      | 42   | 14    | 11  | 17   | 55 | 53 | +2  | 53   | 11/22                       | Alan Griffin               | 19                         | QR1    | 0-0-1  | R1        | 2-4-1     | 372                            |
| 2012-13 | Southern Football League Premier Division | 7      | 42   | 13    | 12  | 17   | 63 | 67 | -4  | 51   | 15/22                       | Alan Griffin               | 17                         | QR4    | 3-0-1  | QR2       | 1-0-1     | 328                            |
| 2013-14 | Southern Football League Premier Division | 7      | 44   | 14    | 6   | 24   | 59 | 87 | -28 | 48   | 18/23                       | Alan Griffin               | 20                         | QR1    | 0-0-1  | QR2       | 1-0-1     | 319                            |

## Màu sắc và trang phục
CLB lúc đầu thi đấu trong trang phục đen và trắng, nhưng đổi sang xanh dương và trắng sau khi lên chuyên nghiệp ở mùa giải 1948–49. Mùa giải 2014-15, Chippenham Town được tài trợ bởi Windhager UK trong trang phục sân nhà, tất cả đều là màu xanh dương và trắng, còn trang phục sân khách được tài trợ bởi Thornbury Surfacing Ltd. Từ mùa giải 2014/15, Chippenham sẽ có trang phục sân khách màu xanh lục nhưng bây giờ kết hợp quần màu xám sẫm.

## Sân vận động
Chippenham Town chơi trên sân nhà Hardenhuish Park, Bristol Road, Chippenham, Wiltshire, SN14 6LR.
CLB có số khán giả trung bình đến xem là 372 ở mùa giải 2011/12. Chippenham có rất ít khán giả trong những năm đầu trước khi đến Hardenhuish Park năm 1919. They added a clubhouse in 1979.

## Đội hình hiện tại
Ghi chú: Quốc kỳ chỉ đội tuyển quốc gia được xác định rõ trong điều lệ tư cách FIFA. Các cầu thủ có thể giữ hơn một quốc tịch ngoài FIFA.
| Số | VT | Quốc gia | Cầu thủ        |
| -- | -- | -------- | -------------- |
| —  | TM | Anh      | Kent Kauppinen |
| —  | HV | Anh      | Jon Beeden     |
| —  | HV | Anh      | Greg Tindle    |
| —  | HV | Anh      | Charlie Norman |
| —  | HV | Anh      | Jamie Norman   |
| —  | HV | Anh      | Scott Bevan    |
| —  | HV | Anh      | Mark Preece    |
| —  | HV | Anh      | Matty Jones    |
| —  | TV | Anh      | Iain Harvey    |
| —  | TV | Anh      | James Guthrie  |
| —  | TV | Anh      | Matt Smith     |
| —  | TV | Anh      | Chris Allen    |

| Số | VT | Quốc gia | Cầu thủ         |
| -- | -- | -------- | --------------- |
| —  | TV | Sénégal  | Alouine Diouf   |
| —  | TV | Anh      | Conor McCormack |
| —  | TV | Anh      | Alex Ferguson   |
| —  | TV | Anh      | Harry Grant     |
| —  | TV | Anh      | Jordan Roberts  |
| —  | TV | Anh      | Ryan Campbell   |
| —  | TV | Anh      | Michael Pook    |
| —  | TĐ | Anh      | Luke Ballinger  |
| —  | TĐ | Anh      | Ashan Holgate   |
| —  | TĐ | Anh      | Lee Phillips    |
| —  | TĐ | Anh      | Andy Sandell    |
| —  | TĐ | Anh      | Ollie Taylor    |
| —  | TĐ | Anh      | Alan Griffin    |

## Các danh hiệu
Danh hiệu CLB:
- Southern Football League Premier Division
  - Á quân 2004–05
- Southern Football League Division One West
  - Á quân 2001–02
- Western Football League Premier Division
  - Vô địch 1951–52
  - Á quân 1954–55, 2000–01
- Western Football League Division One
  - Vô địch 1980–81
- Wiltshire Football League
  - Vô địch 1907–08, 1908–09, 3 lần khác trong những năm 1920
- Wiltshire Premier Shield
  - Vô địch (8): 1966, 1987, 1989, 2002, 2004, 2005, 2006, 2011
- Western Football League Cup:[3]
  - Vô địch (2): 1999–2000, 2000–01

## Các kỉ lục
Kỉ lục CLB:
- Vị trí cao nhất cấp độ giải đấu
  - Thứ 2: Southern League Premier Division, 2003–04, 2004–05
- FA Cup
  - Vòng 1 1951–52, 2005–06
- FA Trophy
  - Đấu lại vòng 2 2003–04
- FA Vase
  - Á quân 1999–2000